# Pissotte
Pissotte là một xã ở tỉnh Vendée trong vùng Pays de la Loire, Pháp. Xã này có diện tích 11,96 kilômét vuông, dân số năm 2006 là 1169 người. Xã này nằm ở khu vực có độ cao trung bình 70 mét trên mực nước biển.
Danh xưng dân địa phương trong tiếng Pháp là Pissottais.

## Biến động dân số
| Năm | 1962 | 1968 | 1975 | 1982  | 1990  | 1999  | 2006  |
| --- | ---- | ---- | ---- | ----- | ----- | ----- | ----- |
| Dân số | 793  | 817  | 863  | 1 068 | 1 090 | 1 101 | 1 169 |
| From the year 1962 on: No double counting—residents of multiple communes (e.g. students and military personnel) are counted only once. |      |      |      |       |       |       |       |